# Soos
Soos ist ein bedeutendes Nationales Naturreservat im Egerbecken in Tschechien. Unter Schutz steht ein Moor, welches durch seine natürlichen Mofetten und Mineralquellen international bekannt geworden ist. Das Wort Soos bedeutet im deutschen Egerländer Dialekt Moor oder Sumpf.

## Geographie
Das Soos-Becken befindet sich nordöstlich des Kurortes Františkovy Lázně im Okres Cheb des Karlovarský kraj im westlichen Tschechien. Zu erreichen ist es über die Ortschaften Třebeň (Trebendorf) und Nový Drahov (Rohr). Das Soos-Becken erstreckt sich auf einer Länge von 2200 m und etwa 1400 m Breite und umfasst eine Fläche von 221 ha. Nach Süden wird das Soos durch den Vonšovský potok (Fonsauer Bach) begrenzt, im Norden durch den Sázek (Soosbach).
In der Nähe liegt auch der gleichnamige Ort Soos (tschechisch Hájek).

## Geologie
Der Egergraben besteht aus verschiedenen kastenförmigen Einbruchstrukturen, die auf Verschneidungen von Störungen zurückzuführen sind. Eines dieser Teilbecken ist das Soos. In diesem Bereich der Grabenstruktur dichten tertiäre Tone das Becken an seiner Basis und Rändern ab und begünstigen Staunässe sowie die Bildung eines Moores. Die Beckenstruktur wird durch zwei Mulden, die durch einen Sattel voneinander getrennt sind, untergliedert. In der südlichen Mulde befindet sich ein aus Mineralquellen gespeister See, dem sich nach Norden das Mineralmoor Soos anschließt. Das Mineralmoor Soos stellt die Randfazies des Sees dar.

## Beschreibung
Etwa 200 Mineralquellen unterschiedlicher Mineralisation sind im Naturschutzgebiet Soos bekannt. Die Mineralisation des Seewassers begünstigt das Wachstum von Diatomeen (Kieselalgen). So befinden sich im Becken mächtige Kieselgur-Ablagerungen. Die Kieselgurschicht ist mit Mineralsalzen gesättigt, die beim Trockenfallen der Nassstellen ausblühen. Teils konnte sich im Bereich des stark mineralisierten Sees eine Flora bilden, die sonst nur an Meeresrändern gedeiht, sogenannte Halophyten. Jedoch kann auch an manchen Stellen durch die ständige Oxidation ein Milieu entstehen, das toxisch wirkt, so dass keinerlei Pflanzenwachstum möglich ist (Vitriole-Wässer).
Diese heute im Bereich des Naturreservats (tschechisch Národní přírodní rezervace Soos) an die Oberfläche tretenden mineralisierten Wässer wurden früher in Sudhütten zu Salzen eingesotten und in Soos sowie in Franzensbad angewendet. Die Salze weisen einen hohen Sulfatgehalt auf. Zudem wurde in Soos die Moortherapie entwickelt, bei der Moorbäder aus mineralhaltigem Schlamm in den Bädern angeboten wurden. Auch die Diatomeenerde und der Torf wurden früher abgebaut.
Im Bereich des Mineralmoores Soos sind an vielen Stellen Mofetten zu beobachten, natürliche Kohlenstoffdioxid-Entgasungen, die sowohl unter Wasser als auch im Trockenen auftreten. Die verstärkten Kohlenstoffdioxid-Entgasungen hängen mit dem jungen Vulkanismus zusammen und sind an stark tektonisch beanspruchte Gebiete gebunden. Hier liegen sie im Verschneidungsbereich des Eger-Grabens mit dem Cheb-Domázlice-Graben. Das Gas steigt in Trichtern aus Schlamm auf. Teils sind die Schlammtrichter linienförmig angeordnet, so dass angenommen werden kann, dass sie den Verlauf kleinerer Störungen nachzeichnen.
Die starke Kohlenstoffdioxid-Entgasung ist auch an einigen der im Moorgebiet austretenden Quellen zu sehen. Das an der Kaiserquelle zu Tage geförderte Wasser kann als Eisen-Schwefel-Hydrogenkarbonat-Chlorid- und Sodahaltiger Sauerbrunnen bezeichnet werden. Die Gesamtmineralisation beträgt 5,7 g/L bei einer Temperatur von 14–18 °C je nach Jahreszeit. Die erhöhte Temperatur bei geringer Fördertiefe ist auf einen erhöhten geothermischen Gradienten (5,5 °C/100 m), sowie auf den Einfluss von Thermalwasser zurückzuführen. Der im Wasser der Kaiserquelle enthaltene Schwefelwasserstoff wird nicht durch Thermalwässer eingebracht, sondern bildet sich durch mikrobielle Umwandlung im Moor. Dabei wird Sulfat unter stark reduzierendem Milieu in Sulfit und später in Sulfid und Schwefelwasserstoff umgewandelt.
Eine weitere Quelle am Rande des Soos-Beckens im Übergangsbereich zwischen Moor und Torf ist die Quelle Věra. Sie ist ein kalter Kalk- und Sodahaltiger Sauerbrunnen mit einer wesentlich geringeren Mineralisation. Gelöste Bestandteile aus dem Humus sorgen für eine starke Schaumbildung.

## Tourismus
Das Moor ist ein vielbesuchtes Ausflugsziel bei Touristen und Einheimischen. Direkt am Soos befindet sich die Bahnstation Nový Drahov an der Bahnstrecke Tršnice–Luby u Chebu. Dort beginnt die Museumseisenbahn der Werkbahn Kateřina, die an bestimmten Wochenenden durch das Soos fährt. In der Nähe des Bahnhofes befindet sich ein Museum, das die geschichtliche Entwicklung zeigt. Für Spaziergänge durch das Soos sind Wege und Holzstege ausgebaut (Eingang gegenüber dem Museum). Diese führen an informativen Stationen vorbei.

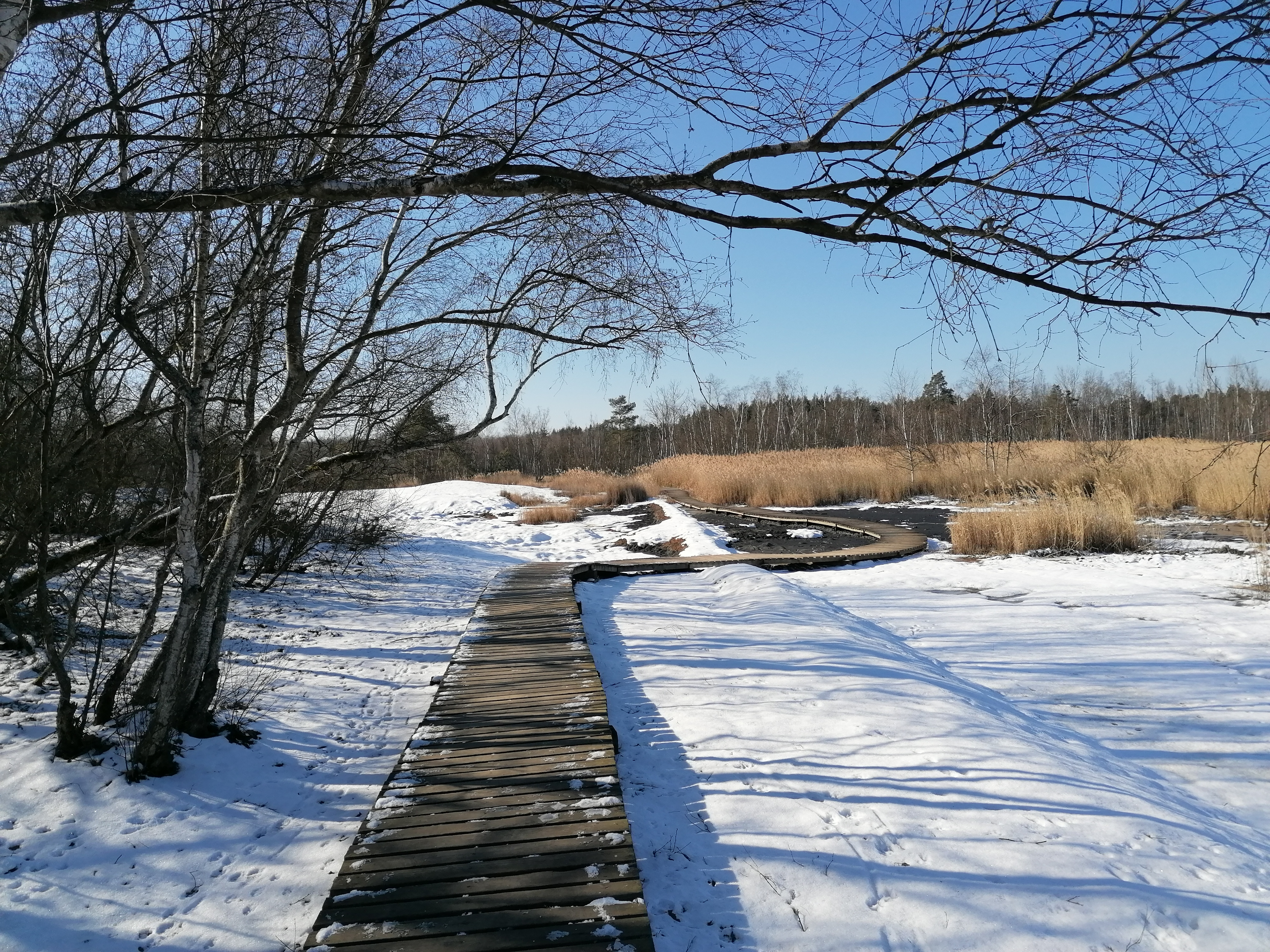
Lehrpfad, Zustand Februar 2025